# 五牌梭哈
五牌梭哈是撲克牌遊戲梭哈的變種之一。

## 玩法
這個遊戲的目的是做成最大的牌型並贏得賭局。可以有2到10個玩家同時參與。
發牌前，玩家必須先下基本的注額（盲注）。第一圈開始，为每位玩家輪流發兩張牌。一張暗牌（即點數向下，只有玩家自己可看見），一張明牌（即點數向上，其他玩家可看見）。明牌點數最大的玩家（即所謂的「話事」玩家）先動，他可以加注（英語：raise）、讓牌（英語：pass，不加注，只以枱面上的基本賭注繼續）或棄牌（英語：drop），也可以選擇全押手上的賭注（即所謂的「梭哈」）。然後，其他玩家按座位順序、逐一選擇跟隨加注、加注或棄牌。如有任何一位玩家全押，其他玩家必须跟注或全押，否則只能棄牌。棄牌的玩家本局不會再獲發牌，已下注不可取回。
所有玩家完成押注或蓋牌後，第一圈完結。第二圈和第三圈如此類推，但每位玩家每一圈只會發一張明牌，按座位順序發牌。每次發牌後，都按明牌大小決定誰為「話事」玩家，押注流程與第一圈相同。
第四圈，玩家獲發第五張、也是最後一張牌，他們要以手上的明牌和暗牌組合成最大的牌型，明牌牌型最大的玩家優先選擇加注、全押或蓋牌；其他玩家可以選擇跟注或蓋牌。所有玩家完成後押注流程後，玩家翻開暗牌，比較每位玩家牌型的大小以確定贏家。牌型最大的玩家贏得所有桌上的賭金，當局結束。
當只有一張明牌時，單純以明牌的點數來決定大小，順序為A最大，然後是K、Q、J，最小是2；點數相同，再以花色排列：葵扇／黑桃（♠）為大，接著是紅心／紅桃（♥）、梅花／草花（♣），階磚／方塊（♦）最小。
多於一張明牌時，則以牌型來決定大小，詳見撲克牌型。